# Воля Любинська
Во́ля Лю́бинська — село в Україні, у Яворівському районі Львівської області. Населення становить 470 осіб. Орган місцевого самоврядування — Яворівська міська рада.

В селі знаходиться цегляна церква Христа Царя (УГКЦ), збудована у 2001 році. Юрисдикція: Львівська митрополія, Львівська архієпархія, Краковецький деканат. Адміністратор: о. Ковальчук Борис.

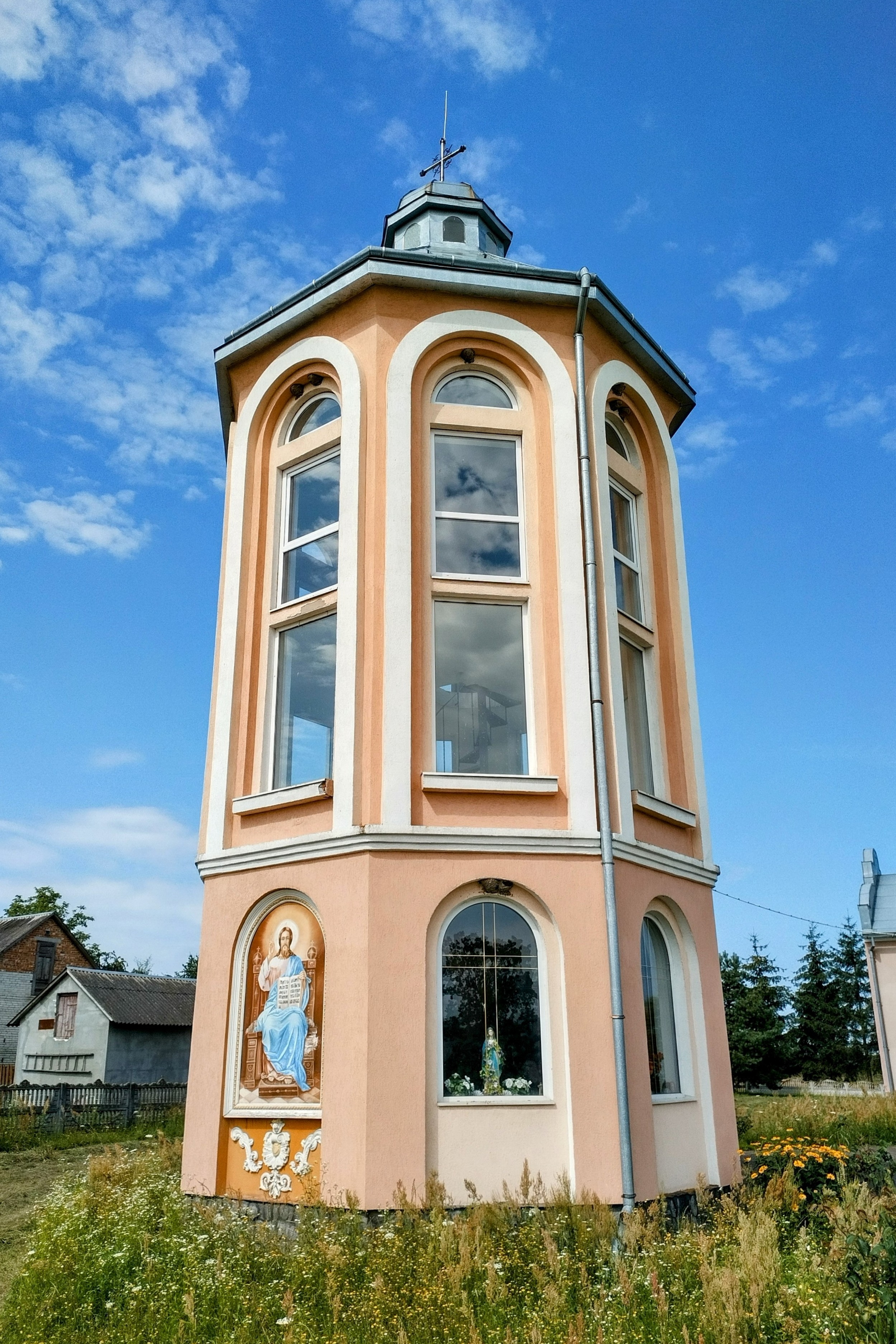
Дзвіниця церкви Христа Царя